# Паніпат (округ)
Паніпат (гінді पानीपत जिला, англ. Panipat district) — округ індійського штату Хар'яна в межах Національного столичного регіону із центром в історичному місті Паніпат. Округ був утворений відділенням від округу Карнал 1 листопада 1989 року.
| Індія | Це незавершена стаття з географії Індії. Ви можете допомогти проєкту, виправивши або дописавши її. |